# Pierre Georges Jeanniot
Pour les articles homonymes, voir Jeanniot.
Pierre Georges Jeanniot, né à Plainpalais (Suisse) le 2 juillet 1848 et mort à Paris le 2 janvier 1934, est un peintre, illustrateur et graveur français.

## Biographie

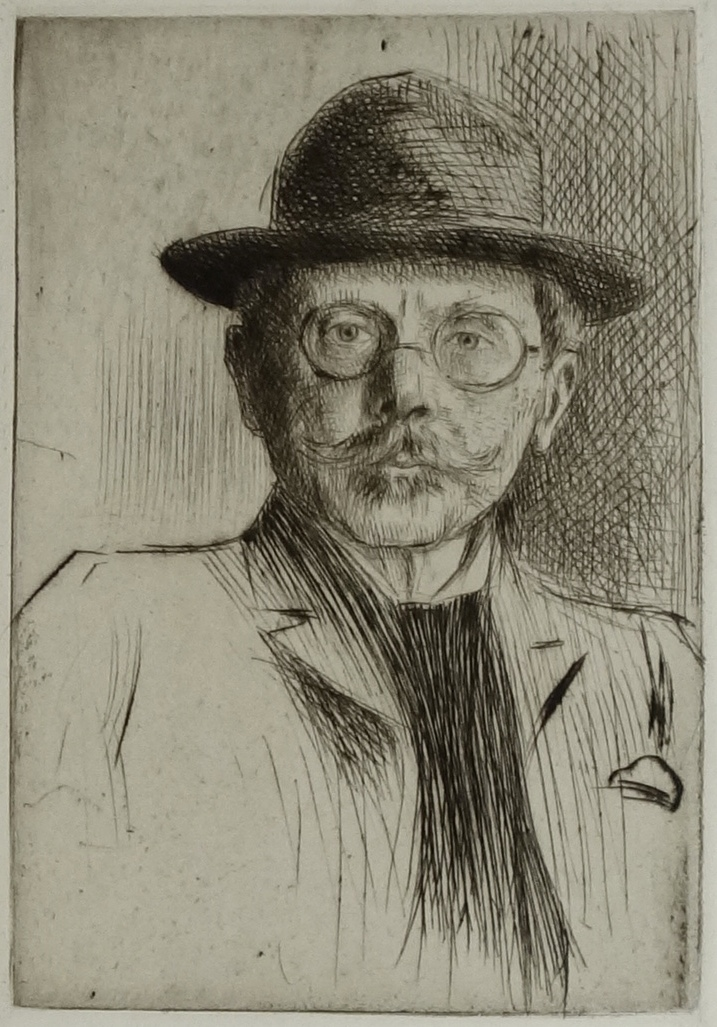
Autoportrait de Pierre Georges Jeanniot, avant 1934 (pointe sèche)

L'éducation artistique de Pierre Georges Jeanniot a commencé auprès son père, Pierre-Alexandre Jeanniot (1826-1892), longtemps directeur de l'école des beaux-arts de Dijon. Pourtant, petit-neveu d'Élie-Frédéric Forey (1804-1872), maréchal de France, et ainsi « oscillant dès son plus jeune âge entre l'épée et le pinceau », Jeanniot entame tout d'abord une carrière militaire, en tant qu'officier d'infanterie (1866-1881), sans jamais cesser de dessiner. Il expose pour la première fois en 1872 au Salon des artistes français où il présente une aquarelle sous le titre Intérieur de forêt. Ainsi, chaque année, il y présente des œuvres avec des vues de Toul, Paris, Troyes, des bords de Seine et quelques portraits, ainsi que des eaux-fortes (la première d'entre elles, Madame Jeanniot à sa fenêtre, date de 1877) qu'il fait tirer d'abord chez Cadart.
En 1881, alors que l'armée lui propose le grade de commandant, il démissionne pour se consacrer exclusivement à la peinture et à la gravure. Les œuvres de cette époque représentent des scènes de la vie militaire qui lui permettent de se forger une réputation. Jeanniot s'établit de manière permanente à Paris en 1882 et obtient sa première récompense l'année suivante (médaille de troisième classe au Salon de Paris) avec sa toile les Flanqueurs (1883, anciennement à Paris au musée du Luxembourg). En 1886, la Ligne de feu, souvenirs de la bataille de Rezonville (musée des Beaux-Arts de Pau) assure sa notoriété.
À Paris, il se lie d'amitié et laisse de précieux souvenirs sur Édouard Manet — dont il fait le portrait gravé en 1882 —, Pierre Puvis de Chavannes, Jean-Louis Forain, Paul César Helleu, mais surtout sur Edgar Degas qu'il vénérait comme un maître et avec qui il partagera beaucoup de temps dans sa maison familiale de Diénay (Côte d'Or).

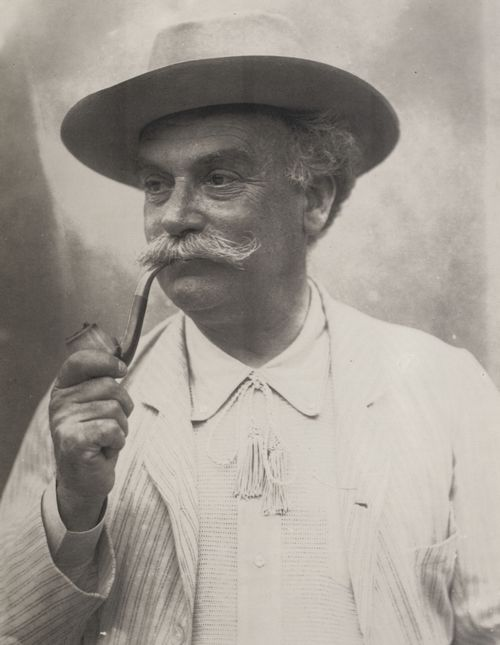
Georges Charpentier

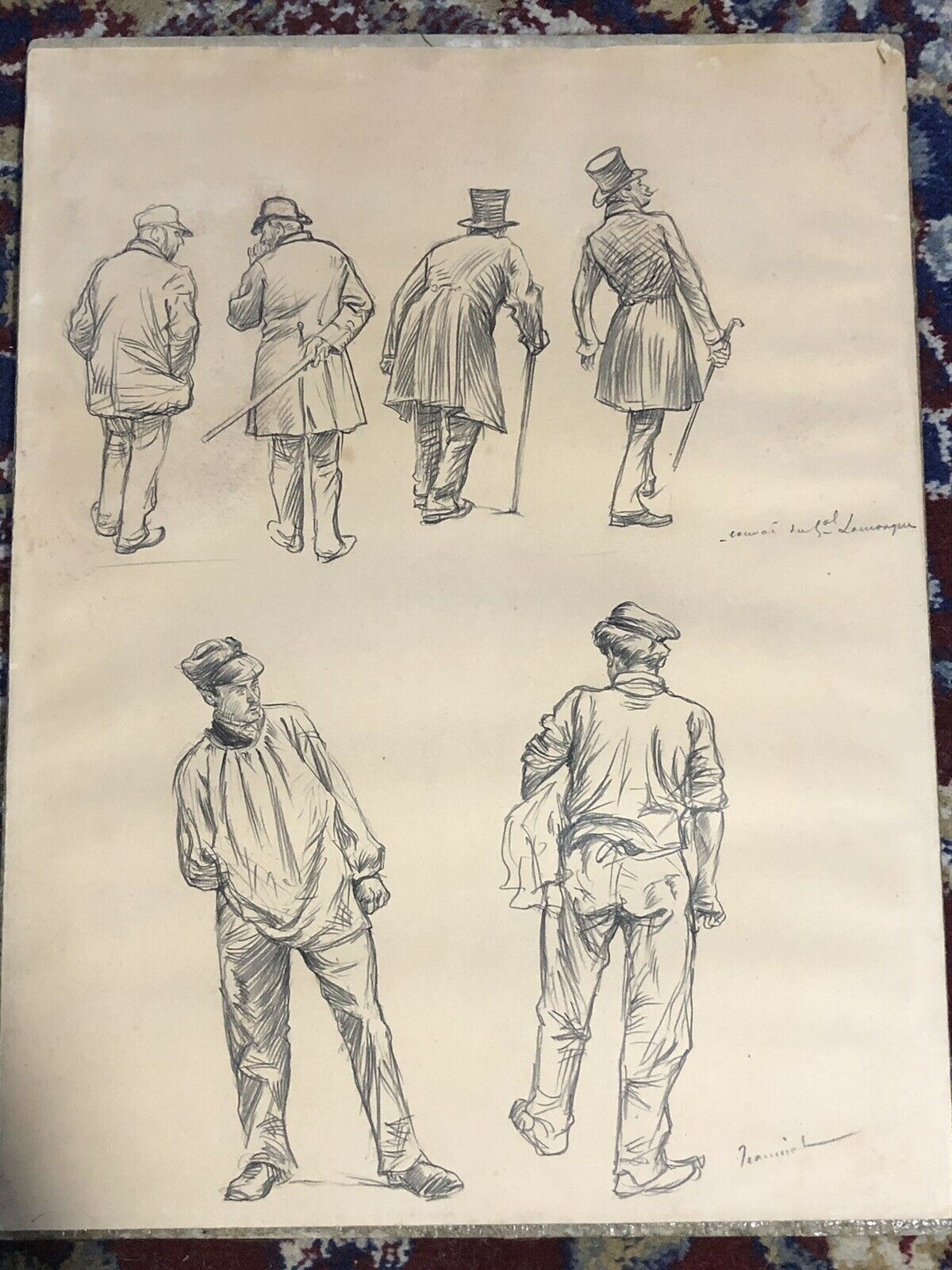
Divers personnages dans la rue, dessin, coll. Calvé-Cantinotti

En qualité de dessinateur, il a été un des collaborateurs assidus de la première heure de la revue La Vie moderne, fondée en 1879 par Georges Charpentier, qui publiait également les signatures de Théodore de Banville, Alphonse Daudet, Giuseppe De Nittis, et contribua à d'autres revues illustrées comme La Lutte moderne, La Vie parisienne, L'Assiette au beurre et Le Courrier français.

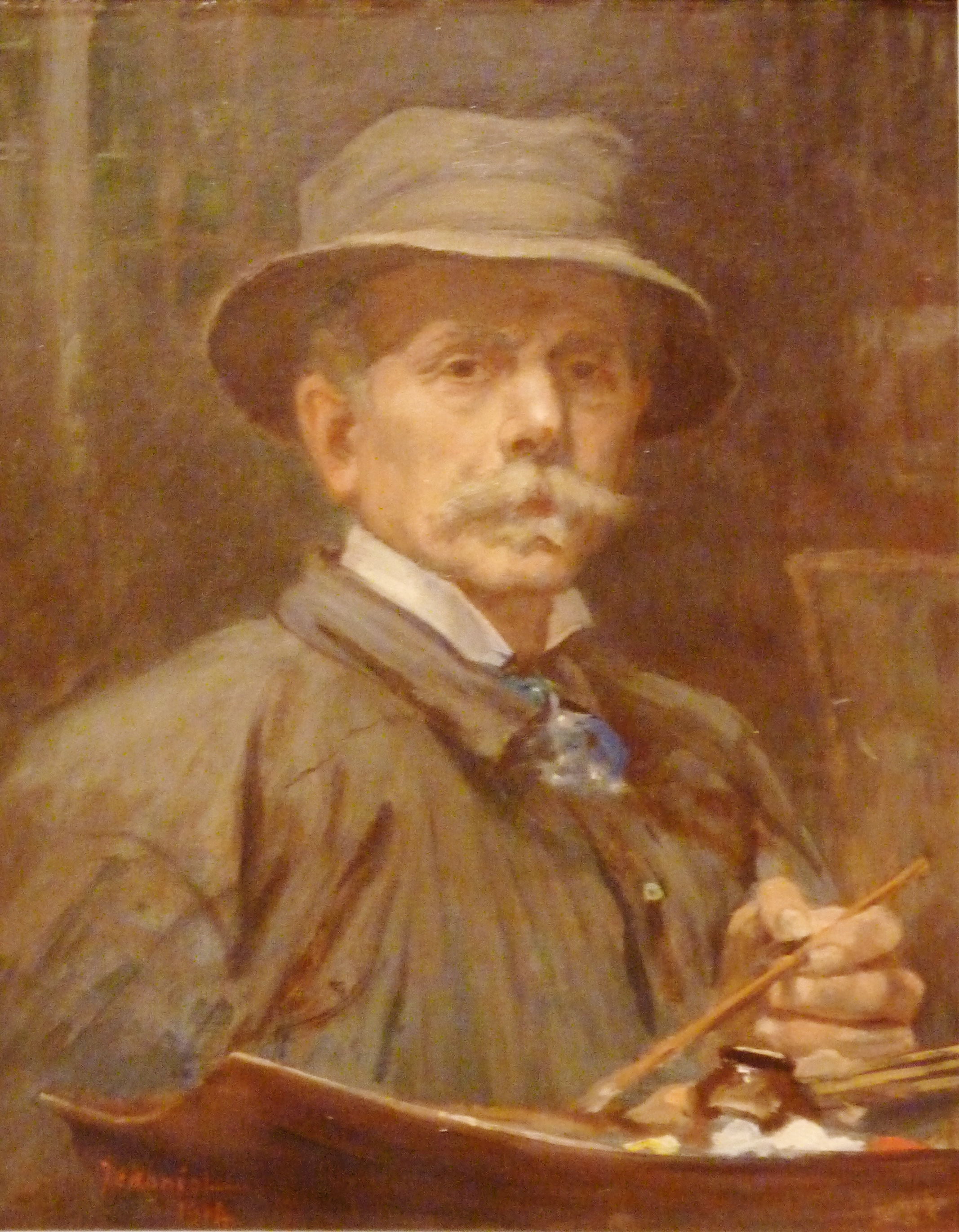
Pierre Georges Jeanniot, Portrait de l'auteur (vers 1910), huile sur toile, Paris, musée d'Orsay.

Sa fille Marcelle (il en a fixé les traits en 1896 dans une toile que conserve le Petit Palais à Paris), comédienne au théâtre de l'Odéon, ayant épousé en troisièmes noces Charles Dullin en 1920, Jeanniot va également participer au début de la jeune troupe du théâtre de l'Atelier, exécutant des dessins sur le vif en répétition et des essais de costume, qui sont de véritables outils de travail et de mémorisation pour le metteur en scène.

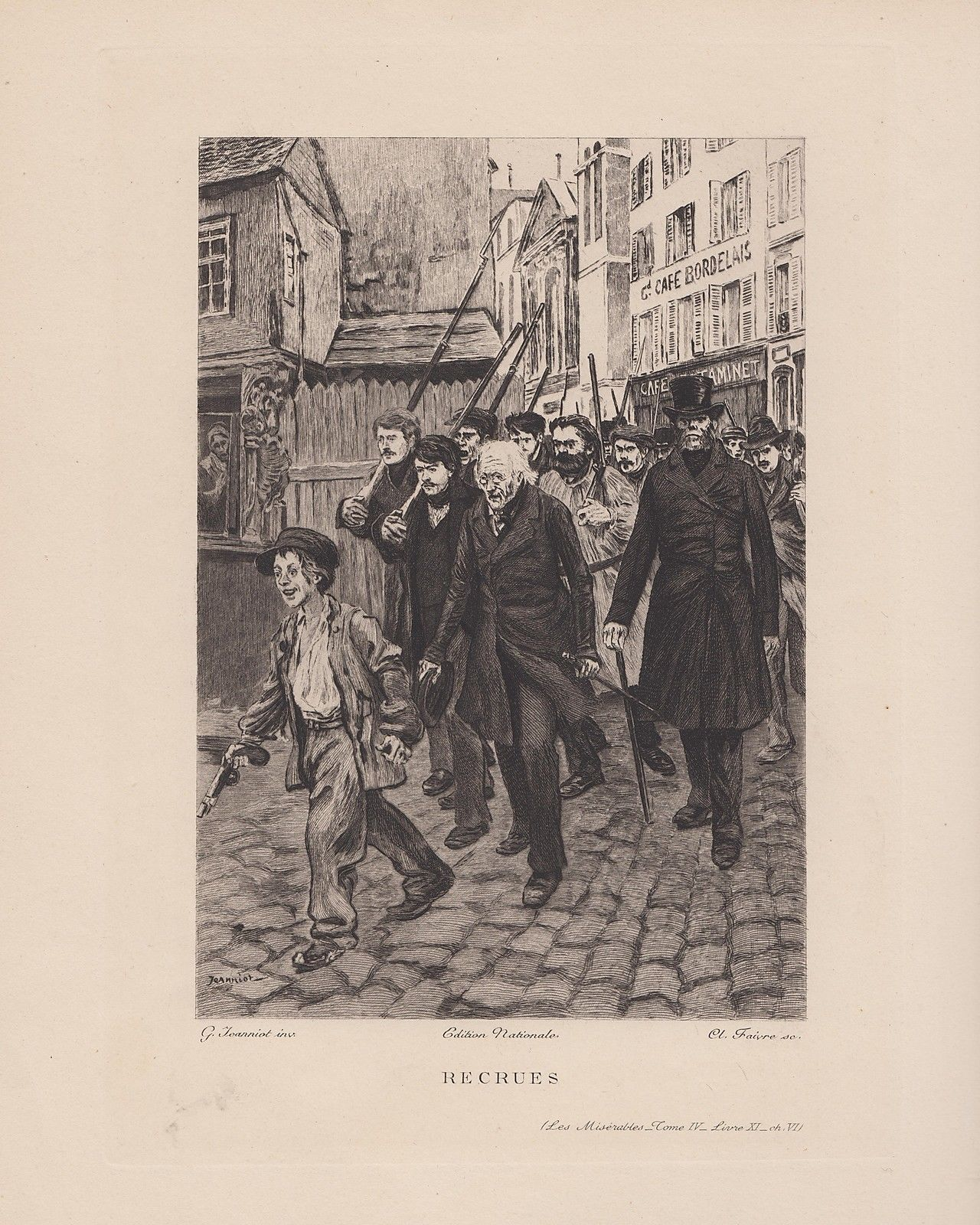
Recrues, gravure d'Abel Faivre d'après un dessin de Pierre Georges Jeanniot pour Les Misérables de Victor Hugo.

Le dessin fut toujours sa passion et sa force. Son trait vivant, expressif et animé excellait à rendre avec humour les scènes pittoresques de la vie de ses contemporains. Pendant les trois décennies suivantes, il illustre un grand nombre de livres et manuscrits, y compris Le Voyage de Paris à Saint-Cloud, Germaine Lacerteux, Tartarin de Tarascon, Adolphe de Benjamin Constant, Les Liaisons dangereuses de Choderlos de Laclos, Le Misanthrope de Molière et Contes choisis de Maupassant (1886), Le Calvaire d'Octave Mirbeau (1901), Les Paysans d'Honoré de Balzac (1911), Candide de Voltaire et de nombreuses autres œuvres littéraires.
Plus tard, il devient directeur artistique du Journal amusant en même temps qu'il collabore au Rire et à L'Écho de Paris.
Le Gouvernement français le nomme chevalier de la Légion d'honneur en 1906, puis le promeut officier du même ordre par décret du 9 août 1929.
Grand collectionneur des toiles de ses contemporains, il possédait entre autres le Dîner au pavillon d'Armenonville[réf. nécessaire] d'Henri Gervex (1852-1929).
Il est à sa mort, le 2 janvier 1934, salué comme « un des derniers survivants des amis de Claude Monet, Pierre Puvis de Chavannes, Edgar Degas et Jean-Louis Forain… Ses illustrations pour les œuvres de Guy de Maupassant, d'Émile Zola, les frères Goncourt, Victor Hugo, Octave Mirbeau, ont été le point de départ de toute l'école des illustrateurs modernes ».

## Œuvre
Son œuvre porte dans son ensemble la marque d'une grande probité, d'une originalité, d'un sentiment soutenu et d'une rare virtuosité d'exécution. Ainsi, en 1924, L. Leipnik écrit : « Pierre-Georges Jeanniot représente les types parisiens à la lumière d'une imagination fantastique. Les plats soigneusement imprimés rapportent aux preuves harmonieuses délicieusement expressives des types cette gamme du ralenti à la mode aux pauvres pittoresques[pas clair]. Jeanniot observe ses sujets au polo ou sur la plage d'un bord de mer, dans un restaurant ou au Bois de Boulogne ; et il dépeint sans moins de sympathie l'ouvrier sur son chemin à l'usine ou se reposant à la terrasse d'un petit café appréciant une boisson et une discussion politique animée. Le Polo, La plage et Marchande de quatre saisons sont typiques de l'observation vive de Jeanniot et de son modèle, dans lequel une imagination parfois fantastique est équilibrée par un sens de la proportion sensible. ».

Comme graveur, Jeanniot s'est d'abord spécialisé dans l'eau-forte de sujets parisiens, aux côtés d'artistes tels que Paul César Helleu, Henry Somm ou Norbert Gœneutte. Chroniqueur de scènes de vie parisienne, il montre une France ironique où les marionnettes du snobisme sont saisies d'un trait cursif, aigu, dans une gamme de tons rares

Eau-forte, pointe  sèche
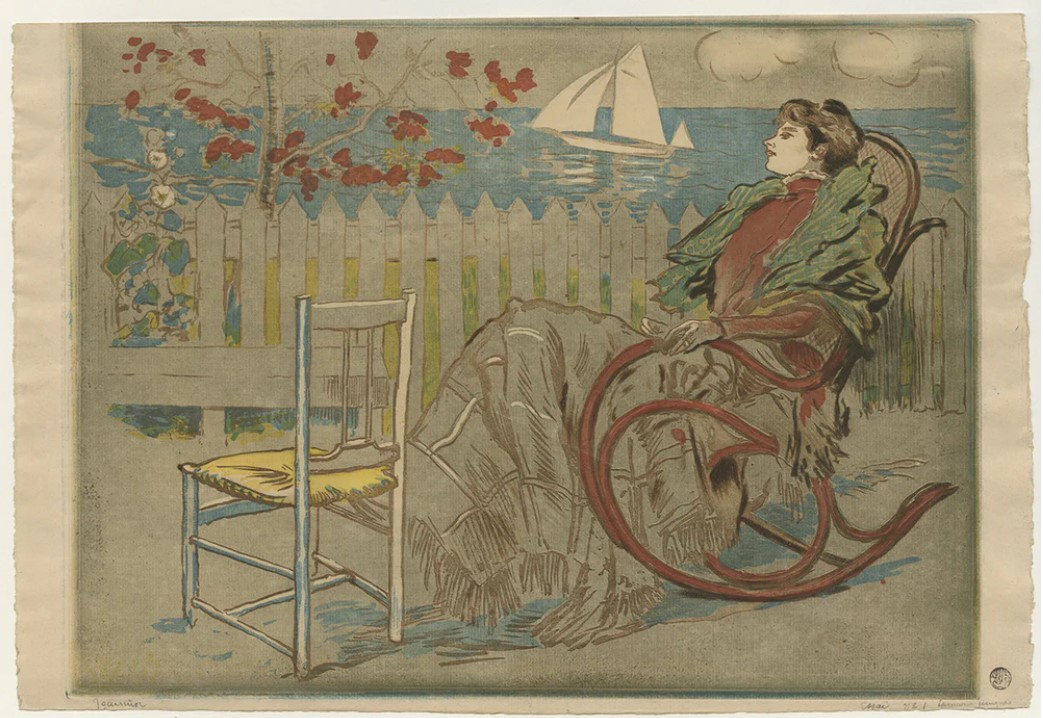
Femme au Rocking-Chair, estampe en couleur
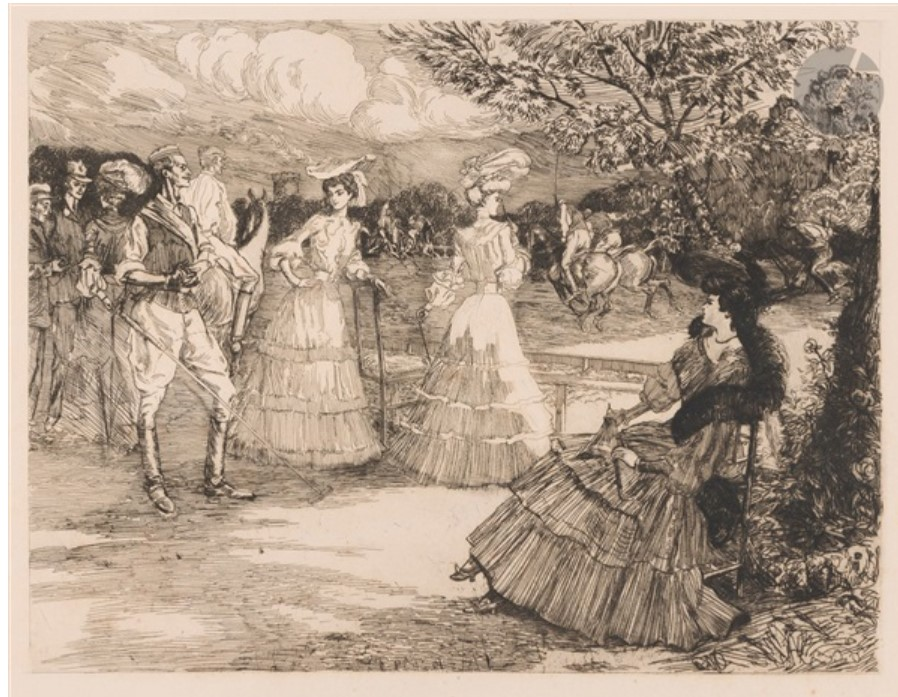
Spectateurs au polo, eau-forte monochrome
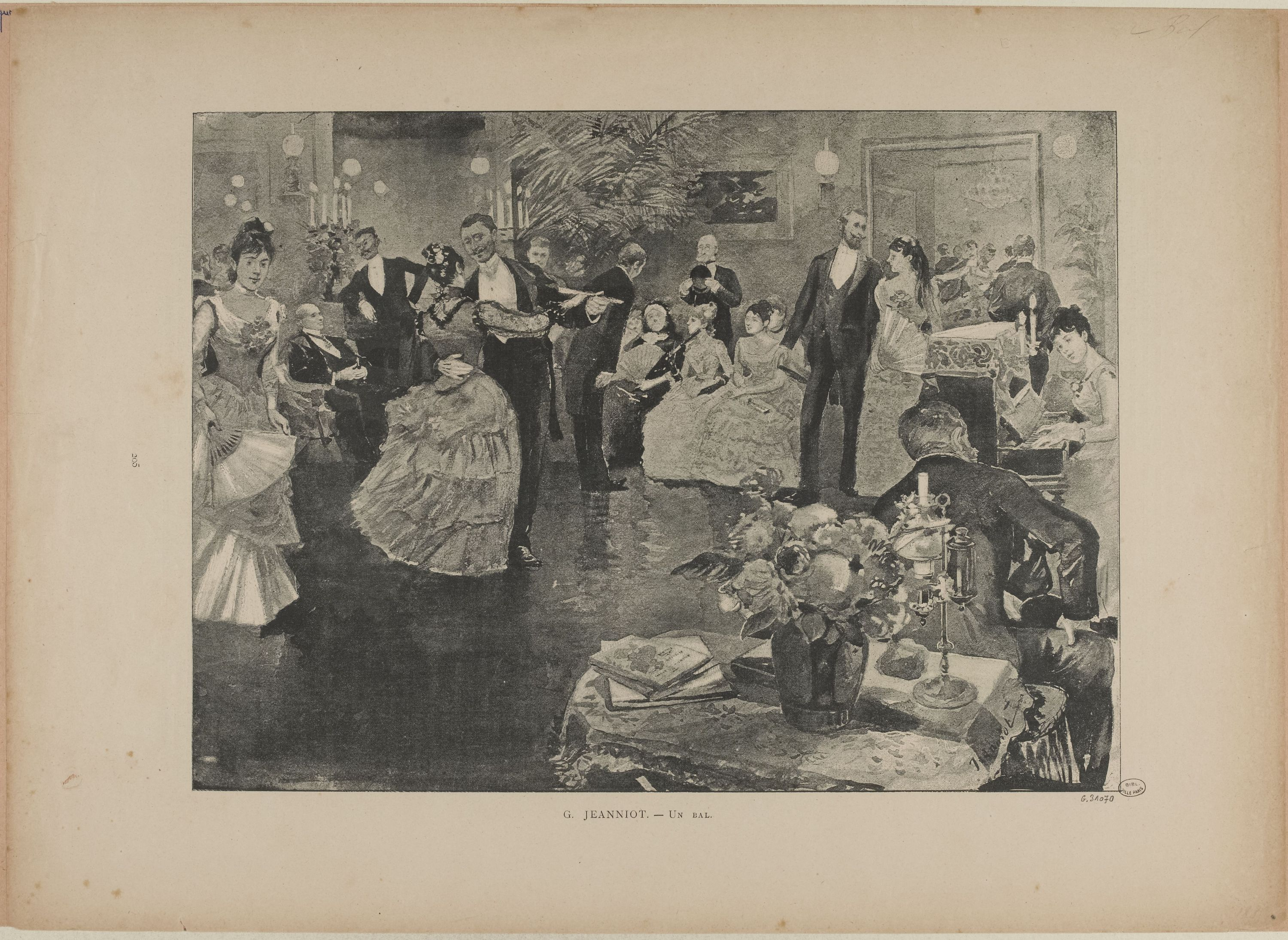
Bal, la piste (Titre de la série),Estampe fixée sur un montage

Son talent de graveur l'apparente parfois à Toulouse-Lautrec ou Mary Cassatt. D'autres techniques de gravure lui permettent de s'exprimer comme la pointe sèche, le vernis mou, l'aquatinte et la lithographie (dès 1892). Parallèlement à l'eau-forte, Jeanniot emploie la technique xylographique qui, par de violents découpages, permet aux surfaces largement encrées de s'opposer sans transition aux sources claires. L'inventaire de l'œuvre gravé n'a pu être achevé par son ami, le critique Noël Clément-Janin.

## Réception critique

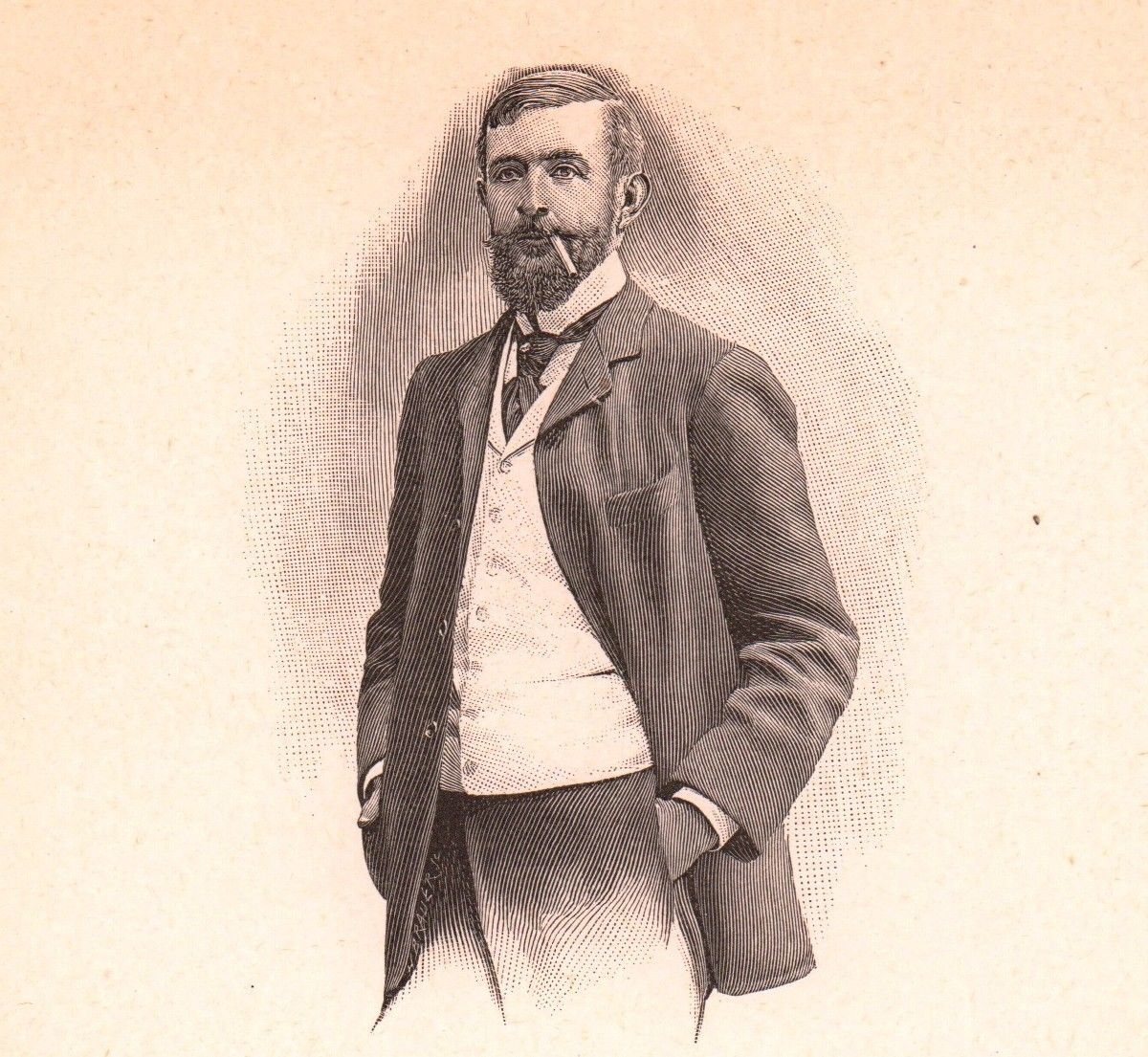
Armand Dayot

- « Il fut au front en 1870, "et comment !"… Les inoubliables et tragiques visions dont s'emplirent ses yeux d'artiste pendant que, le sabre à la main, sous l'uniforme de capitaine de chasseur à pied, il se battait comme un lion dans les champs de Lorraine, le poursuivent sans cesse. On peut dire que Jeanniot est toujours au front… Rarement récit de guerre fut plus vécu et impression d'art plus nettement analysée.. Jeanniot nous fait assister avec un rare bonheur d'expressions et une surprenante puissance d'évocation au terrible drame dont il fut l'un des acteurs les plus actifs. » - Armand Dayot[13]
- « Graveur, Jeanniot affectionne l'eau-forte. Il a donné les raisons de cette prédilection : “l'eau-forte m'amuse beaucoup plus parce que c'est un procédé dont on reste le maître jusqu'au bout, parce qu'elle correspond mieux à mes habitudes de précision par le trait. Avec l'eau-forte, on est en présence d'un art très difficile qui ne permet pas d'à peu près, mais qui donne des résultats bien plus tranchants que la lithographie” […] Jeanniot parait dédaigner la lithographie, mais quand il s'adresse à elle, il lui infuse ses qualités. Il n'en fait point un procédé expéditif et lâché. Les lithographies de Jeanniot ne sont pas d'un lithographe, mais d'un dessinateur. Elles ont le métier qui convient à leur spontanéité. » - Noël Clément-Janin[14]
- « Sa spontanéité, ses couleurs vives et claires conviennent particulièrement à l'aquarelle, mais il réussit à doter ses toiles du même sentiment de liberté. » - Gérald Schurr[15]

Œuvres de Pierre Georges Jeanniot
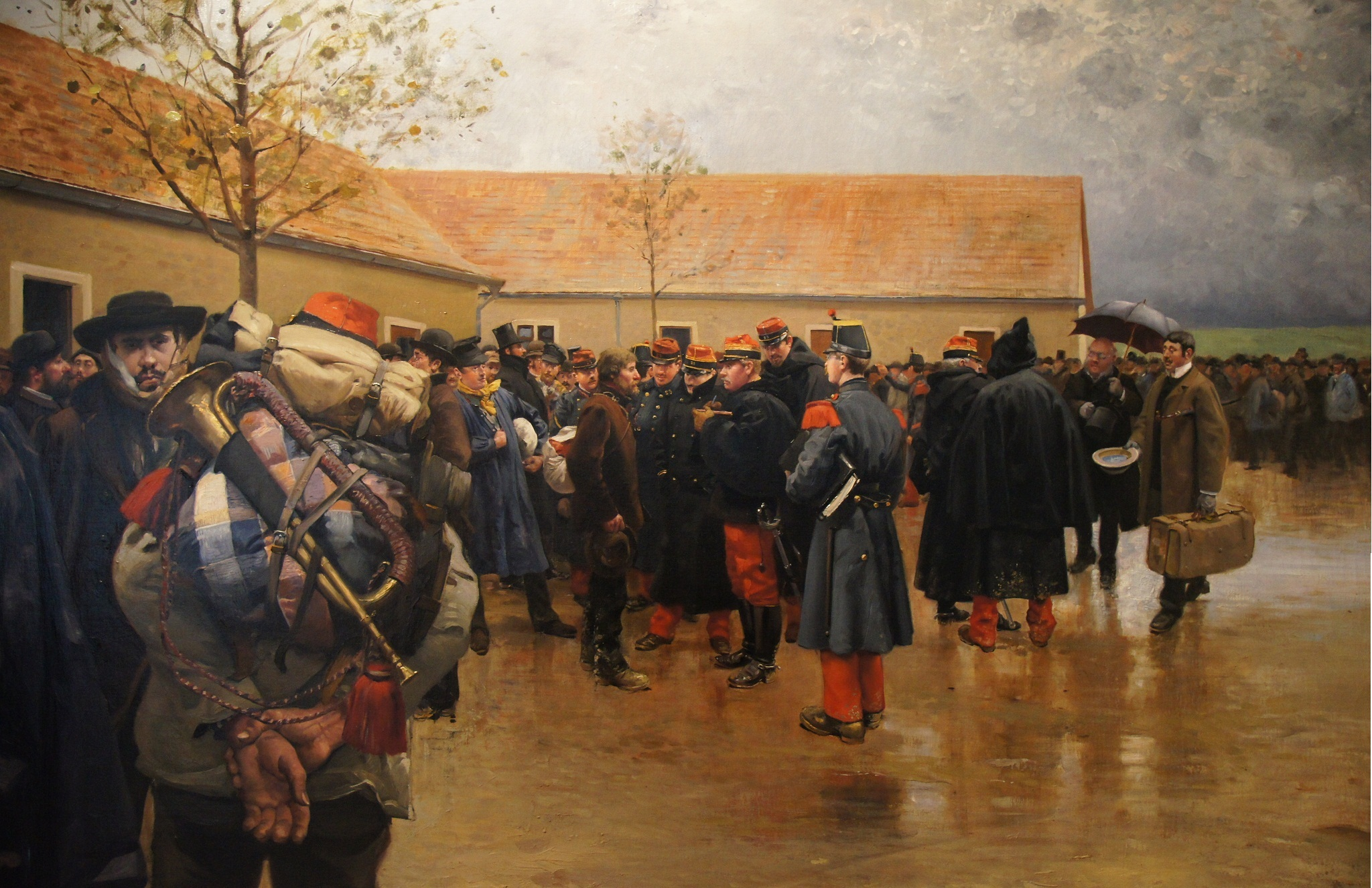
Réservistes de 1870 (1882), Paris, musée de l'Armée.
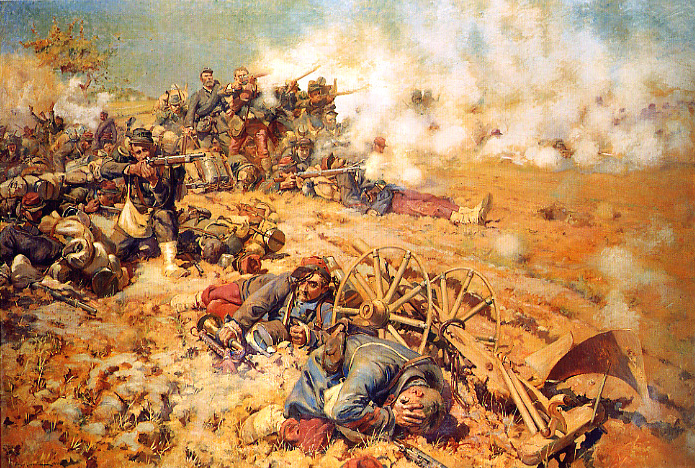
La Ligne de feu, épisode de la bataille du 16 août 1870 à Rezonville (1886), Gravelotte, musée de la Guerre de 1870 et de l'Annexion[16].
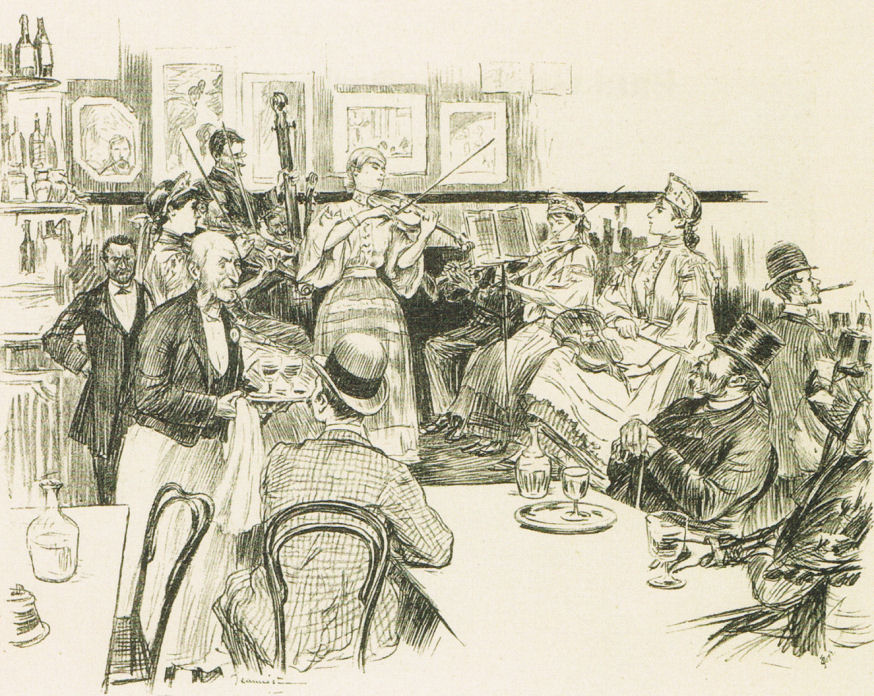
Le Café Volpini à l'Exposition universelle (1889), dessin, localisation inconnue[17].
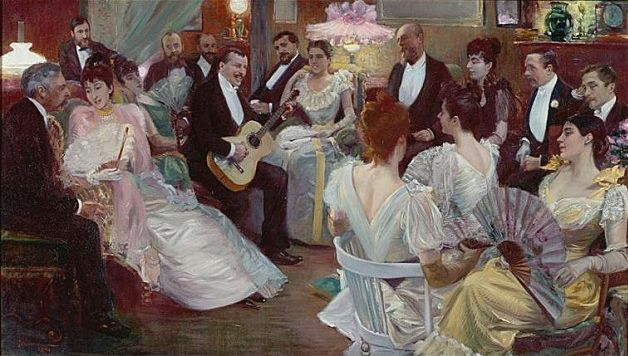
Une chanson de Gibert dans le salon de madame Madeleine Lemaire (1891), huile sur toile, Roubaix, La Piscine.
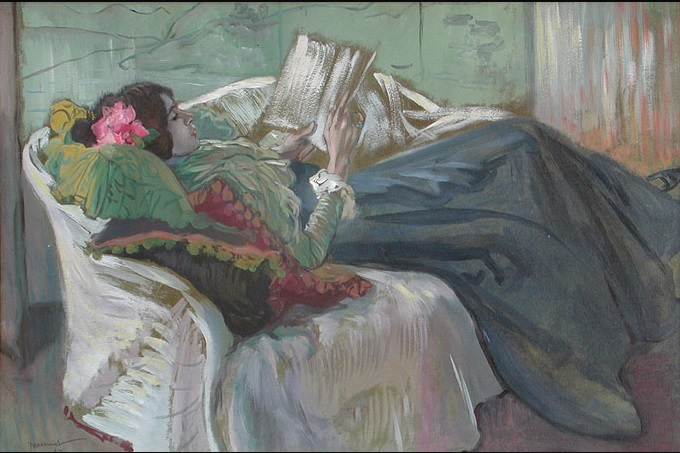
Le Camélia rose (1897), localisation inconnue[18].
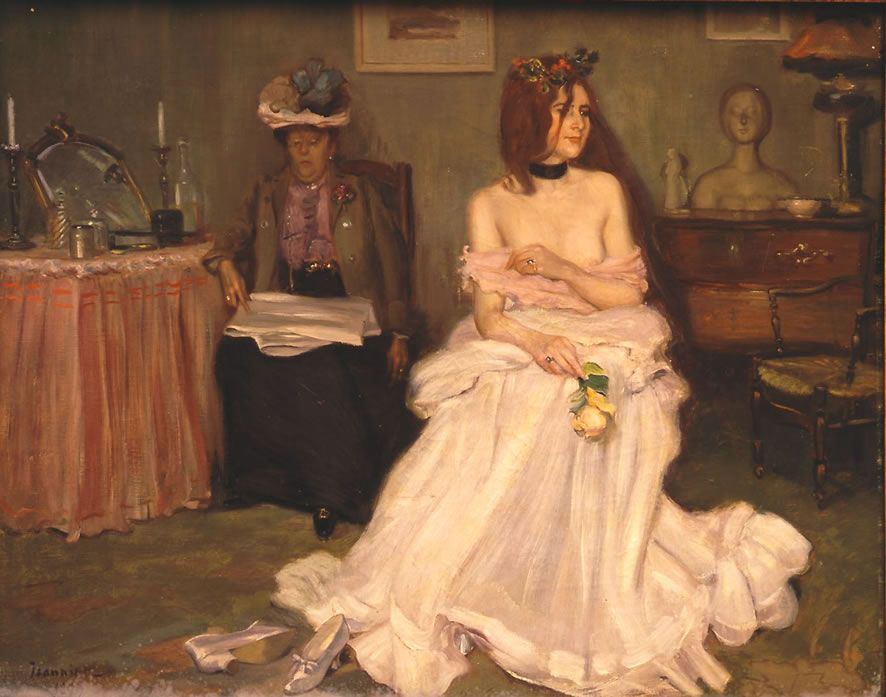
La Folle (1899), huile sur toile, Limoux, musée Petiet.
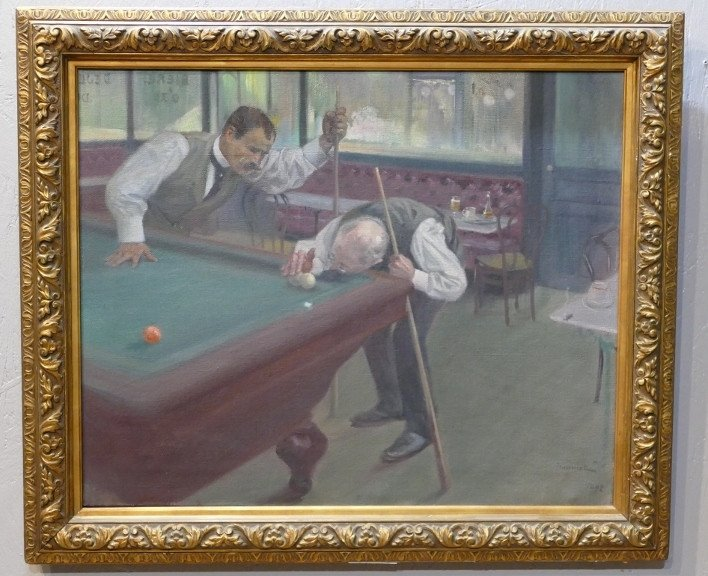
Partie de billard.
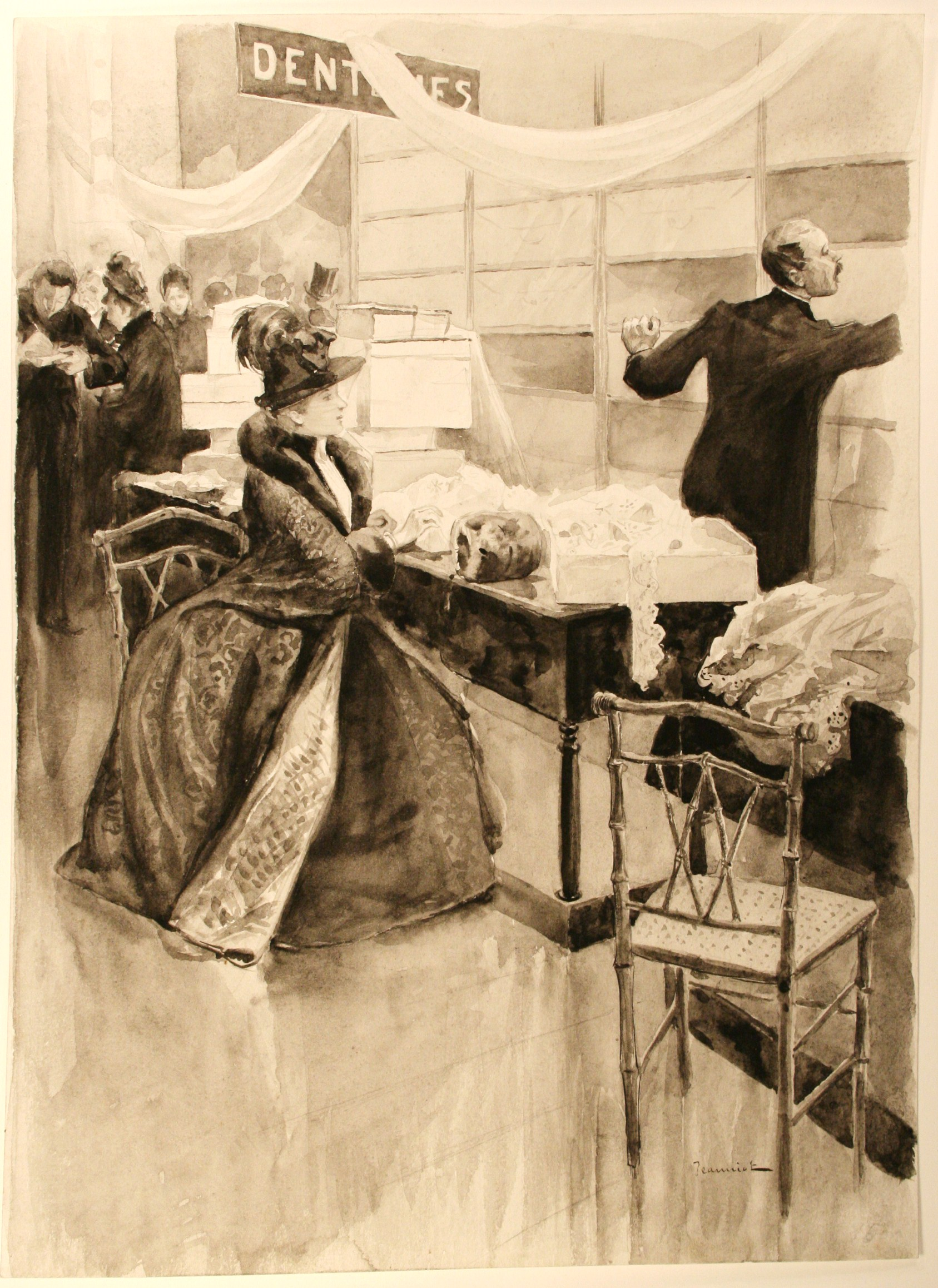
Elégante choisissant ses dentelles dans un grand magasin.
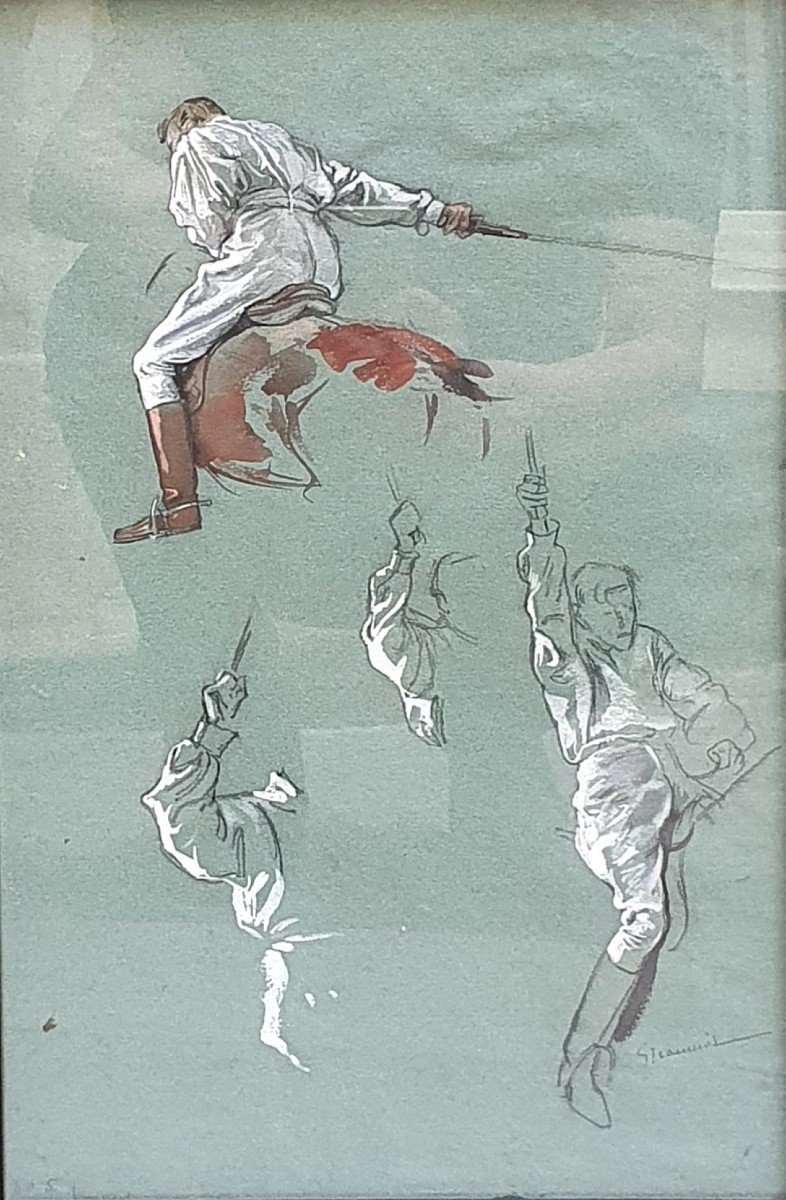
Joueur de polo.

## Expositions
- Salon des artistes français, Paris : 1881, 1882 (mention honorable pour Les Réservistes), 1884 (médaille de 3e classe pour Flanqueurs).
- Expositions universelles de 1889 et de 1900, Paris (médailles d'argent).
- Salon de la Société nationale des beaux-arts, 1907[19].
- Salon militaire, Paris, 1907.
- Impressionnisme en Lorraine, musée des Beaux-Arts de Nancy, 1975.

## Œuvres dans les collections publiques

### Argentine
- Buenos Aires, musée national des Beaux-Arts, Femme accoudée, peinture.

### Autriche
- Vienne, musée Albertina.

### Belgique
- Anvers, Consulat général de France, Scène de guerre, peinture 75x95cm (dépôt du Centre national des arts plastiques)[20].

### Danemark
- Copenhague, musée d'art de Christiania, Pièce d'eau dans un jardin, peinture[2].

### États-Unis
- Baltimore, musée d'art de Baltimore.
- Boston, musée des Beaux-Arts.
- Cambridge (Massachusetts), Musées d'Art de Harvard.
- Chicago, Art Institute of Chicago.
- Minneapolis, Minneapolis Institute of Art.
- New York :
  - Metropolitan Museum of Art :
    - La maison d'Honoré de Balzac à Paris, dessin 21,7x27cm[21] ;
    - Portrait inachevé d'Edgar Degas, pointe sèche 45,8x31,4cm[22].

  - Musée d'Art Dahesh.
- San Antonio, Musée d'Art McNay.
- San Francisco, Musée des Beaux-Arts.
- Washington :
  - National Gallery of Art.
  - Smithsonian American Art Museum.
- Williamstown (Massachusetts), Clark Art Institute.

### Finlande
- Helsinki, galerie nationale de Finlande.

### France

#### Œuvres de Pierre Georges Jeanniot
- Laval, musée du Vieux-Château, Sur le banc place de la Concorde, Impérial du tramway place de la Concorde, huile sur toile 50x61cm, 1896 (dépôt du Centre national des arts plastiques)[23].
- Limoux, musée Petiet : La Folle, 1899, huile sur toile[24].
- Nancy, musée des Beaux-Arts, Fumée du soir à Diénay, peinture[2].
- Narbonne, musée d'Art et d'Histoire : Les Femmes, 1896, huile sur toile[25].
- Paris :
  - Assemblée nationale, Secrétariat général de la questure, Bords de l'Aube à Arsonval, aquarelle 65x75cm, 1924 (dépôt du Centre national des arts plastiques)[26].
  - Département des estampes et de la photographie de la Bibliothèque nationale de France[3].
  - Cercle de l'Union interalliée, hôtel Perrinet de Jars, Portrait de l'auteur, huile sur toile 61x50cm, 1919 (dépôt du Centre international des arts plastiques)[27].
  - musée de l'Armée : Réservistes de 1870, 1882, huile sur toile.
  - Musée Carnavalet[28],
  - musée d'Orsay :
    - Femme se peignant (1890-1892), pastel sur papier[29],[30] ;
    - Five o'clock, 1904, huile sur toile[31] ;
    - Portrait de l'auteur, huile sur toile[32].

  - Petit Palais :
    - Portrait de Marcelle Jeanniot à quinze ans, huile sur toile 92x73cm, 1896[7].
    - La Présentation, huile sur toile 75x96cm[33].

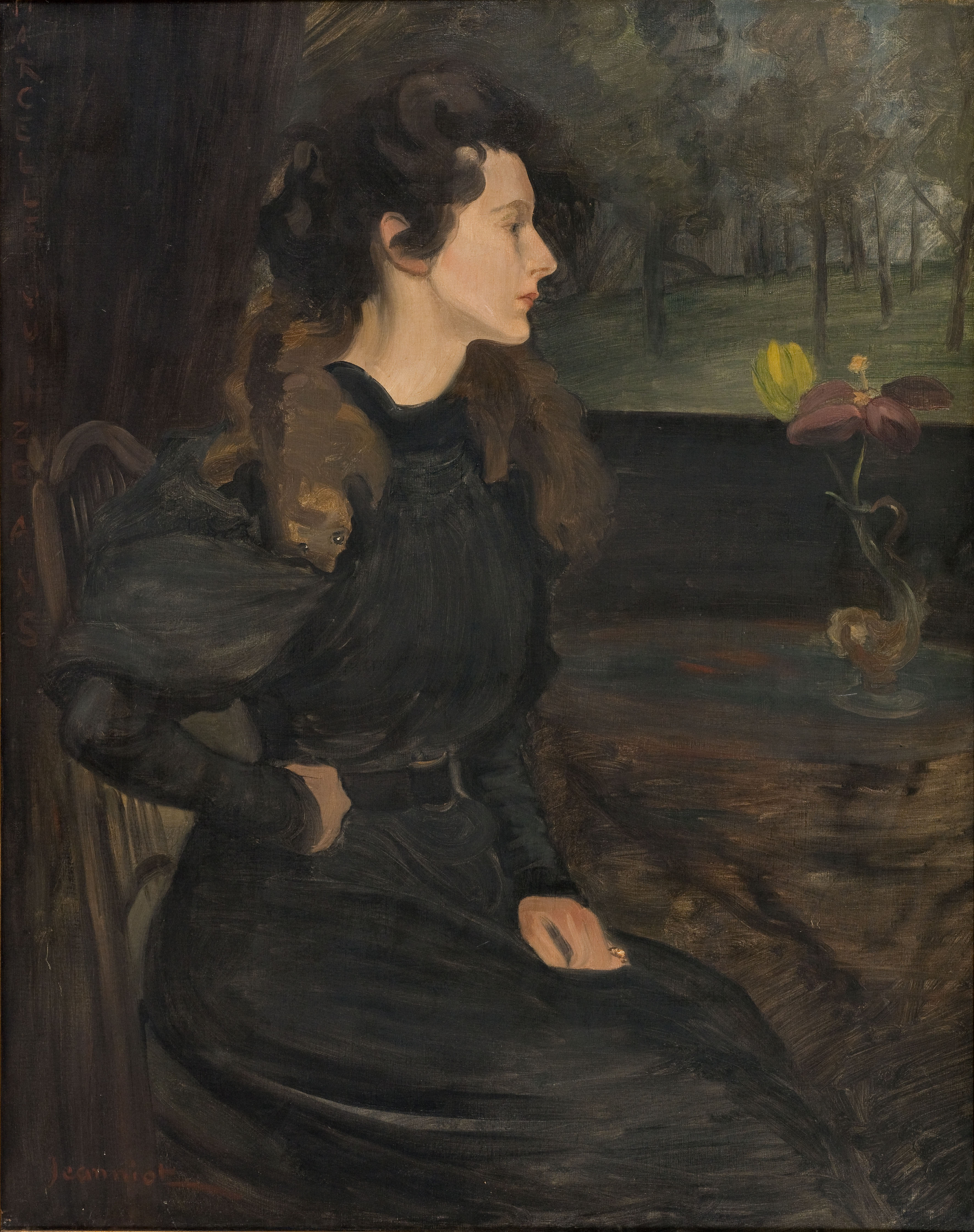
Portrait de Marcelle Jeanniot à quinze ans
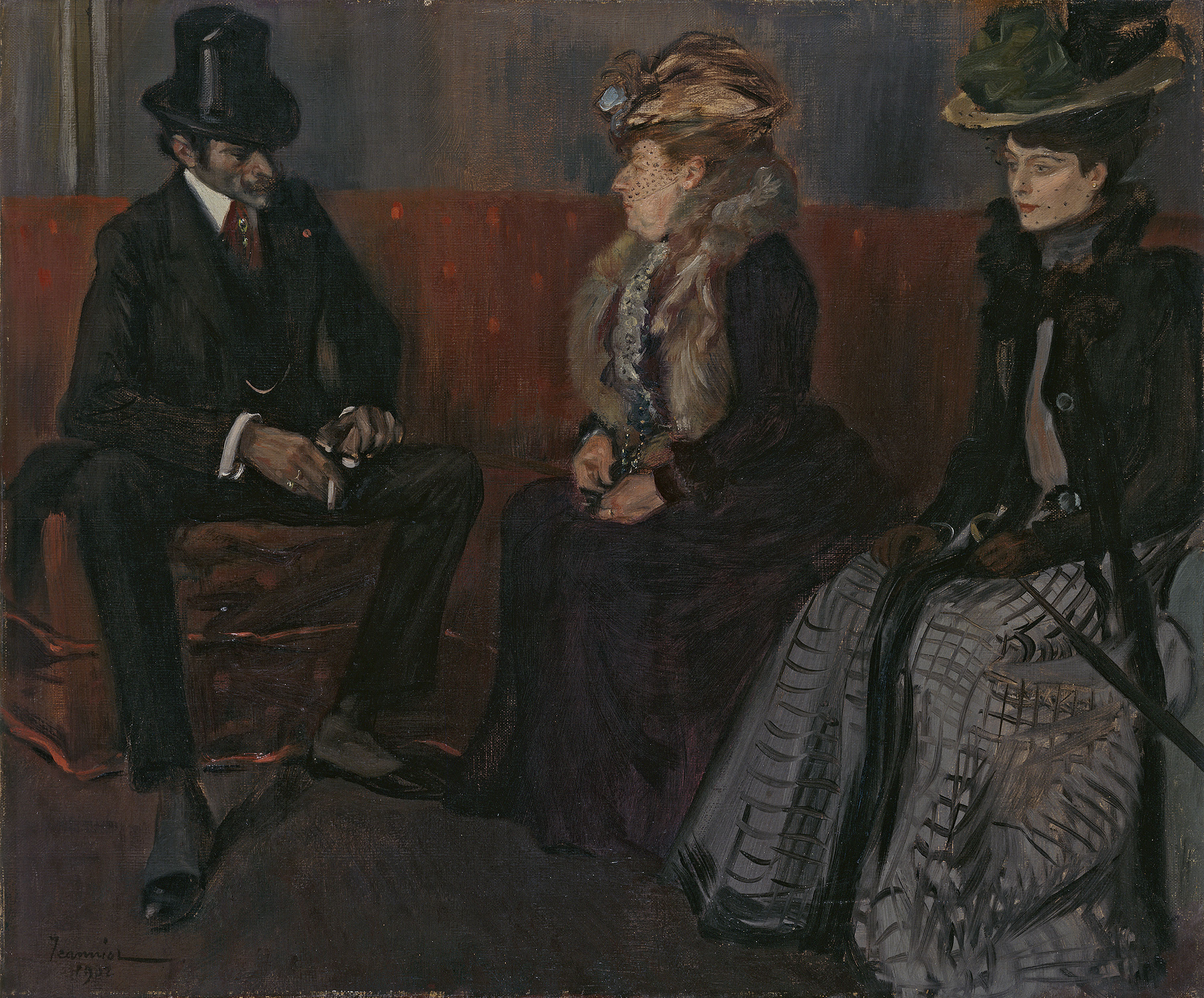
La Présentation

- - Théâtre national de l'Opéra-Comique, L'orage, peinture 70x100cm, 1918 (dépôt du Centre national des arts plastiques)[34].
- Pau, musée des Beaux-Arts :
  - Conseil de révision, huile sur toile[35] ;
  - La Ligne de feu, épisode de la bataille du 16 août 1870 à Rezonville, 1886, huile sur toile[36].

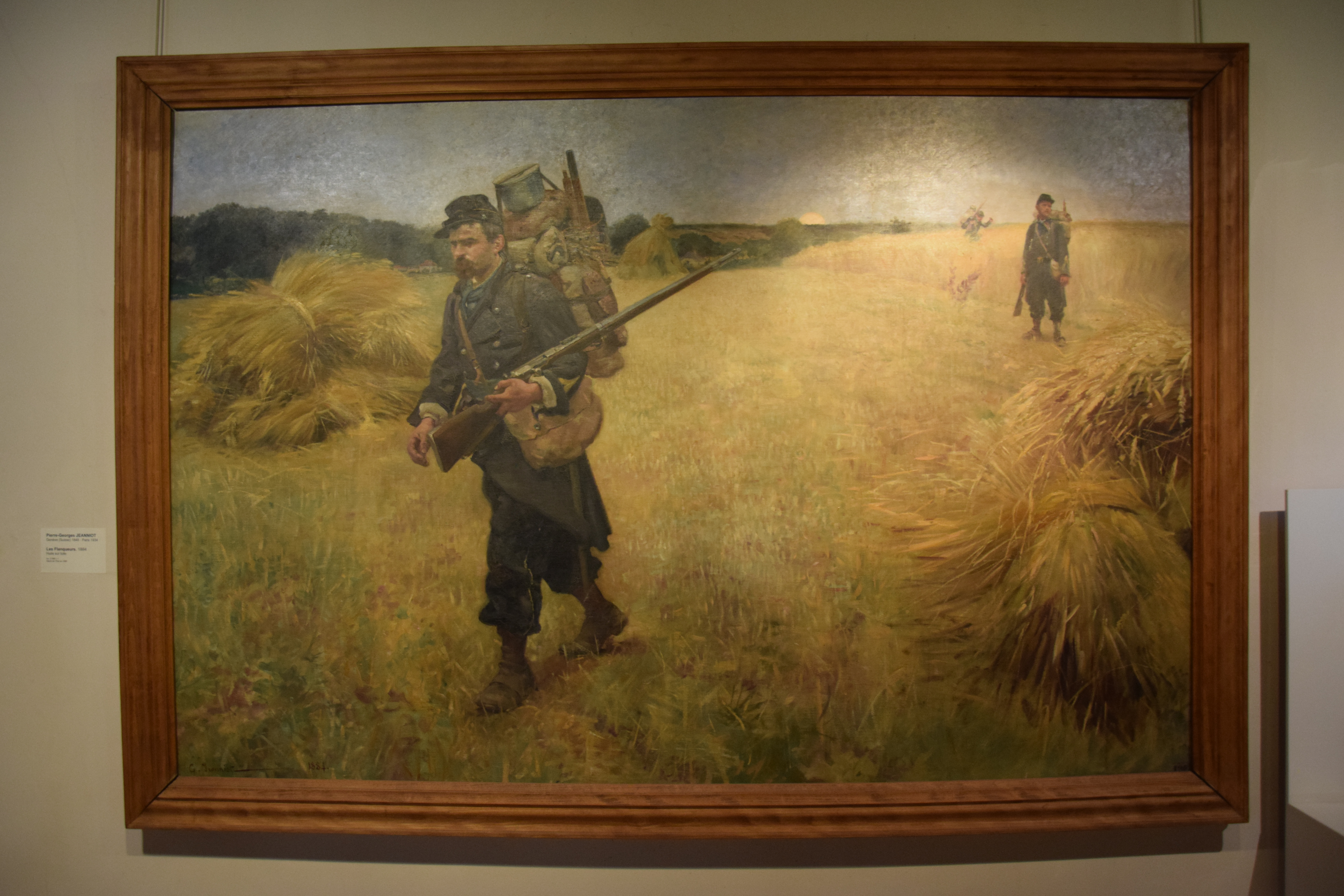
Les Flanqueurs

- Roubaix, La Piscine : Une chanson de Gibert dans le salon de Madame Madeleine Lemaire, huile sur toile 56x98cm, 1891 (dépôt du Centre national des arts plastiques)[37].
- Rouen, musée des Beaux-Arts : Portrait de Léon Hennique, 1934, huile sur toile[38].
- Saint-Malo, musée d'Histoire de la Ville et du Pays Malouin, Châtaigneraie en Corrèze, dessin 43x59cm (dépôt du Centre national des arts plastiques)[39].
- Vesoul, musée Georges-Garret, Les Flanqueurs, huile sur toile 135x200cm, 1884 (dépôt du Centre national des arts plastiques)[40].
- Localisation inconnue : Les Flanqueurs (1882), aquarelle homonyme de la toile ci-dessus située à Vesoul, anciennement à Paris au musée du Luxembourg.[réf. nécessaire]

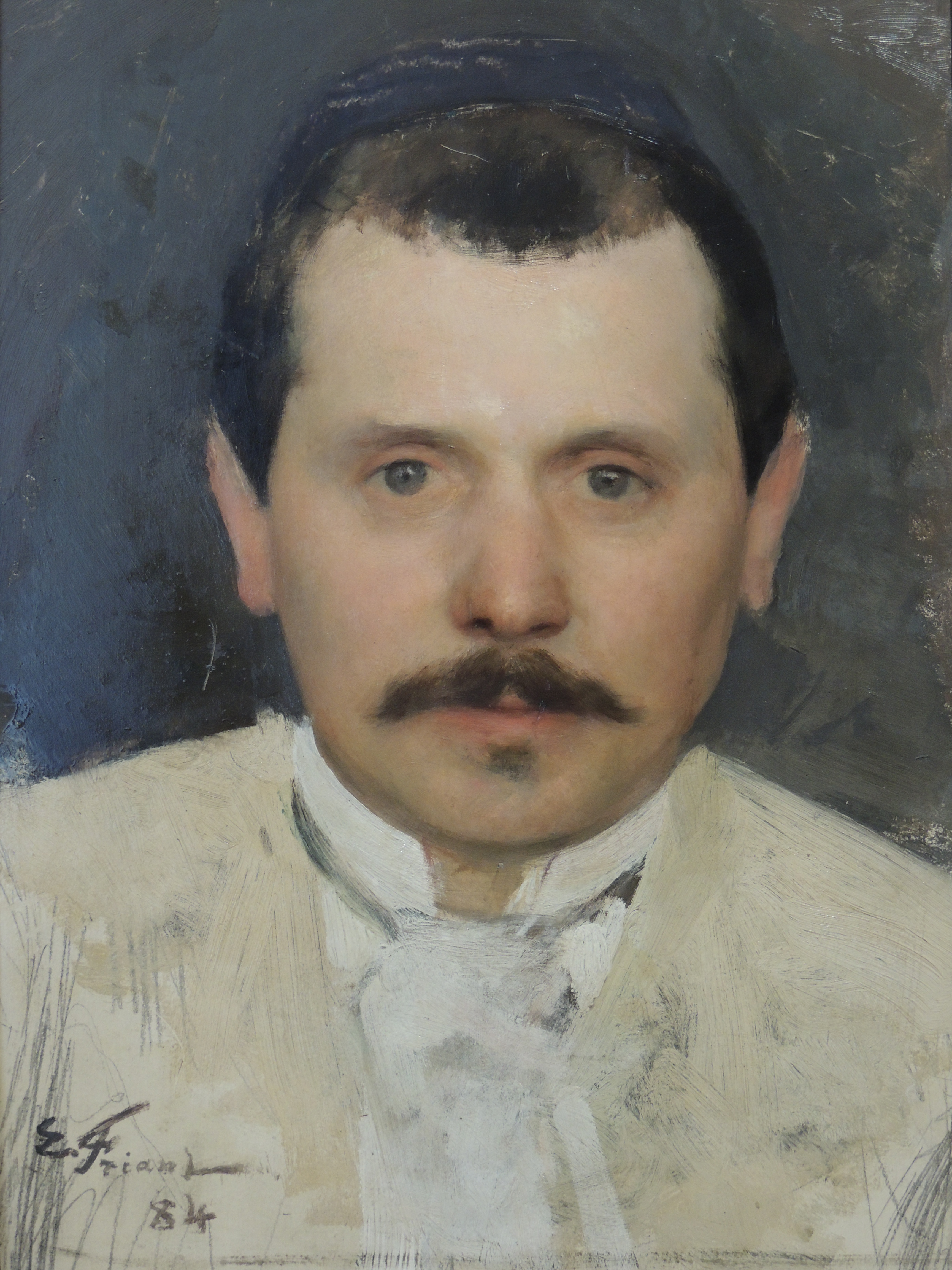
Émile Friant, Portrait de Pierre Georges Jeanniot

#### Portrait de Pierre Georges Jeanniot
- Musée des Beaux-Arts de Dijon, Portrait de Pierre Georges Jeanniot, huile sur toile par Émile Friant, 1884[41].

### Bailliage de Guernesey
- Hauteville House (musée Victor-Hugo), Saint-Pierre-Port[28] :
  - Le Look-out à Hauteville House, huile sur toile 50x60cm, 1896 ;
  - La chambre à coucher de Victor Hugo à Hauteville House, huile sur toile 50x60cm, 1896.

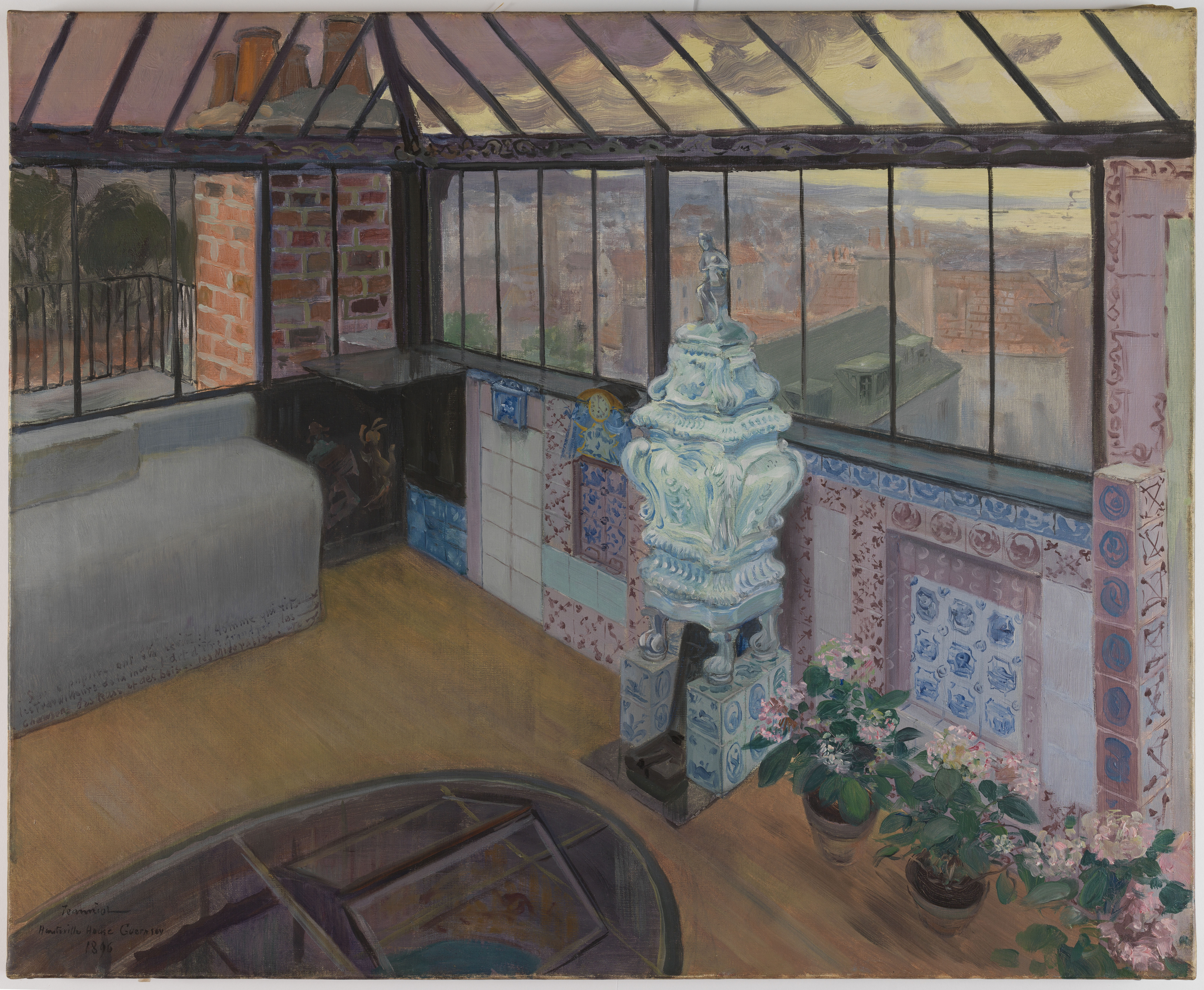
Le Look-out à Hauteville House
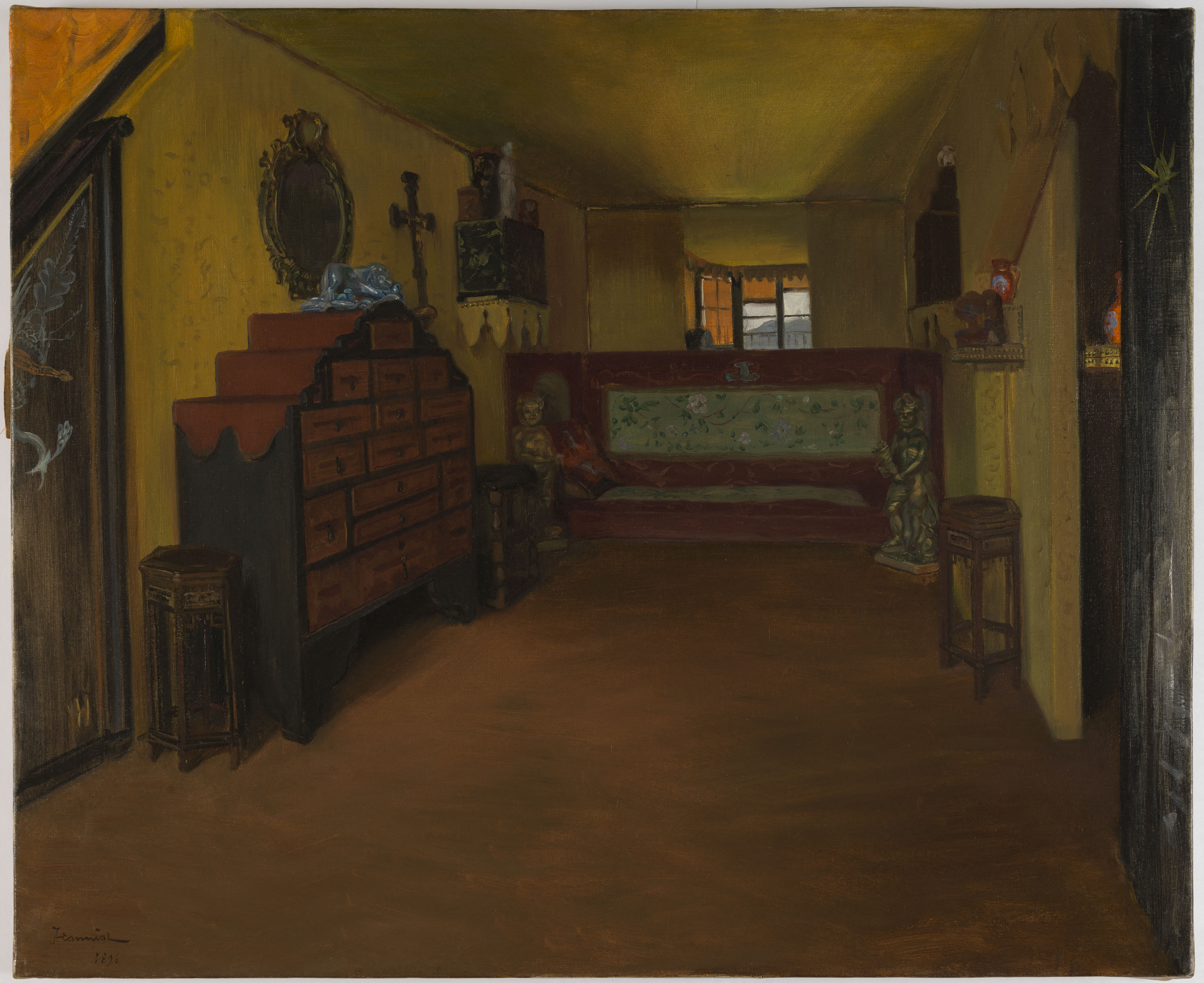
La chambre à coucher de Victor Hugo à Hauteville House

### Norvège
- Oslo, musée national de l'Art, de l'Architecture et du Design, peinture (paysage) 92x73cm.

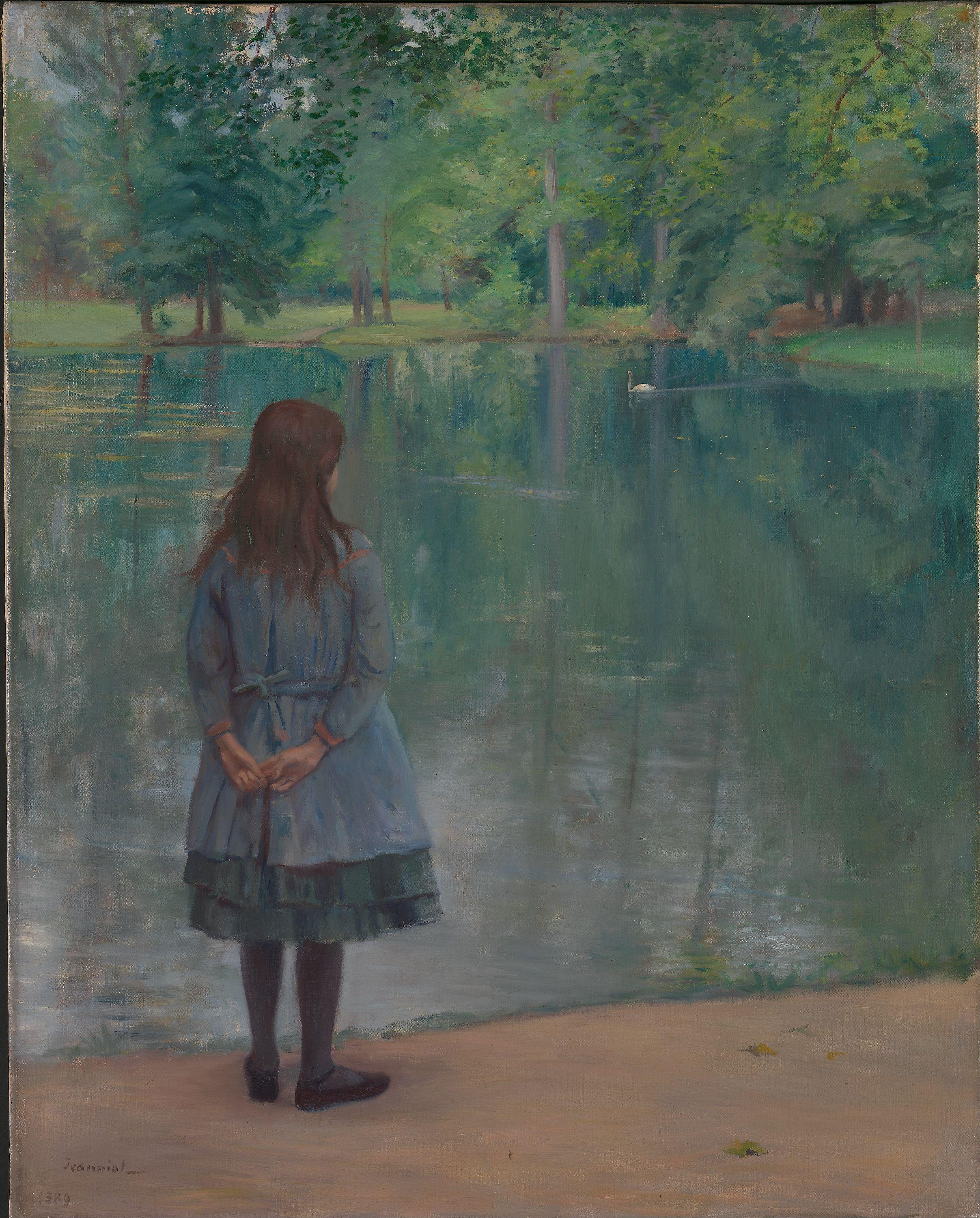
Peinture, musée national, Oslo

### Suisse
- Musée d'Art et d'Histoire de Genève, Le jeu de polo, eau-forte 44x61cm, 1904[42].

## Collections privées
- Albert Bartholomé, Les joueurs de billard, Salon de 1893 ; Les berhgers, Salon de 1894[2].
- Edgar Degas, Les conscrits, Salon de 1894[3].
- Pierre Lagarde, Corvée de pain, Salon de 1892[2].
- Luc-Olivier Merson, dessins[2].
- Pierre Puvis de Chavannes, Eugénie Degel, Salon de 1898[2].

### Estampes
- Le Buveur d'Absinthe, 1900, eau-forte et crayon.
- Spectateurs au Polo, 1900, eau-forte.
- Après le bain, 1908, eau-forte.
- Le Vaguemestre, 1915, lithographie.

### Illustrations

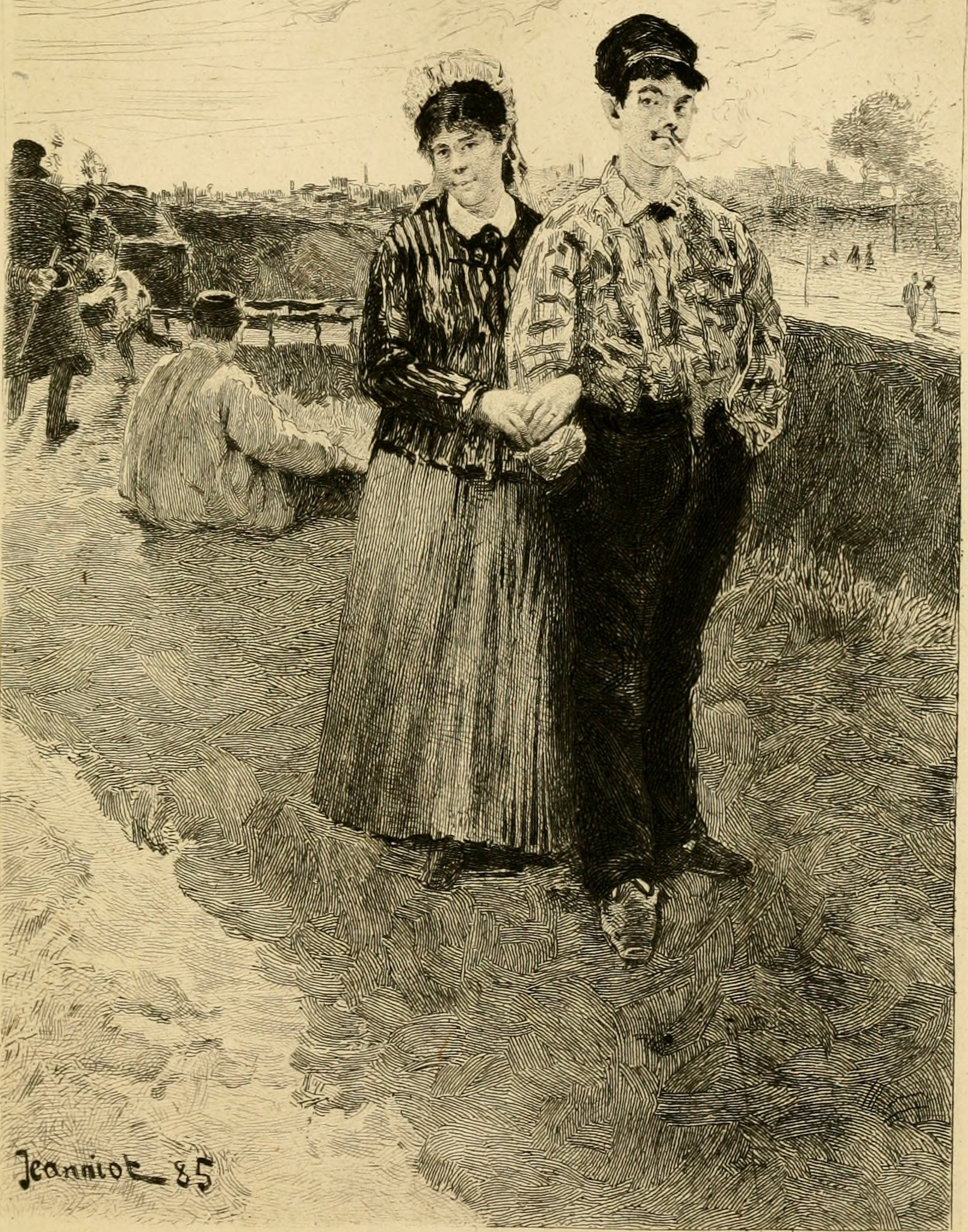
Germinie Lacerteux (1897

- Louis-Balthazar Néel, Voyage de Paris à Saint-Cloud par mer et retour à Paris par terre, aquarelles de Pierre Georges Jeanniot gravées par Gillot, Éditions Lahure, 1883.
- Henri de Lyne, Le Lieutenant Cupidon. Joyeusetés militaires, Paris, Éditions Monnier et Cie, 1885.
- Edmond et Jules de Goncourt, Germinie Lacerteux, 1886.
- Gustave Toudouze, Le pompon vert, Paris, Éditions Boivin et Cie, 1890[43].
- Victor Hugo, Les Misérables, 1892.
- Émile Zola, La Débâcle, 1893.
- Edmond de Goncourt, La Fille Élisa, 1895.
- Paul Déroulède, Poésies militaires, 1896.
- Abel Hermant, Le Cavalier Miserey, 1901.
- Octave Mirbeau (ill. Georges Jeanniot, gravures sur bois réalisées par G. Lemoine), Le Calvaire, Paris, Société d'éditions littéraires et artistiques, 1901, 356 p. (lire en ligne).
- Benjamin Constant (préface de Paul Hervieu), Adolphe - Anecdote trouvée dans les papiers d'un inconnu, 55 eaux-fortes de Pierre-Georges Jeanniot, 130 exemplaires numérotés, 1902.
- Lucien Descaves, Flingot, 1907.
- Paul Bourget, Cosmopolis, illustrations de Pierre Georges Jeanniot, Felician Myrbach et Ernest Ange Duez, Paris, Alphonse Lemerre, 1898.

### Publications
- Le Rire, la morale avant tout, Éditions Tonnelle, 1889.
- « Les Maîtres humoristes » Georges Jeanniot, Société d'Édition et de Publications Librairie Félix Juven, Paris, 1906.

## Élèves
- Suzanne Frémont, née Lambert (1876-1962).